# Distretto di Texenna
Il distretto di Texenna è un distretto della provincia di Jijel, in Algeria.

## Comuni
Il distretto di Texenna comprende 2 comuni:
- Texenna
- Kaous